# Rhamnus kwangsiensis
Rhamnus kwangsiensis är en brakvedsväxtart som beskrevs av Yi Ling Chen och P.K.Chou. Rhamnus kwangsiensis ingår i släktet getaplar, och familjen brakvedsväxter. Inga underarter finns listade i Catalogue of Life.